# Terre Verdiane Volley
Il Terre Verdiane Volley è stata una società pallavolistica femminile italiana con sede a Fontanellato.

## Storia
Nella stagione 2008-09 il Terre Verdiane Volley acquista il diritto di partecipazione alla Serie B2, mentre nella stagione successiva viene ammesso in Serie B1. Al termine dell'annata 2010-11, grazie al primo posto in classifica nel proprio girone, ottiene le promozione in Serie A2, categoria dove debutta nella stagione 2011-12.
Nella stagione 2012-13 partecipa per la prima volta alla Coppa Italia di Serie A2, venendo eliminato negli ottavi di finale: al termine del campionato la società annuncia il termine delle attività.